# Bunho

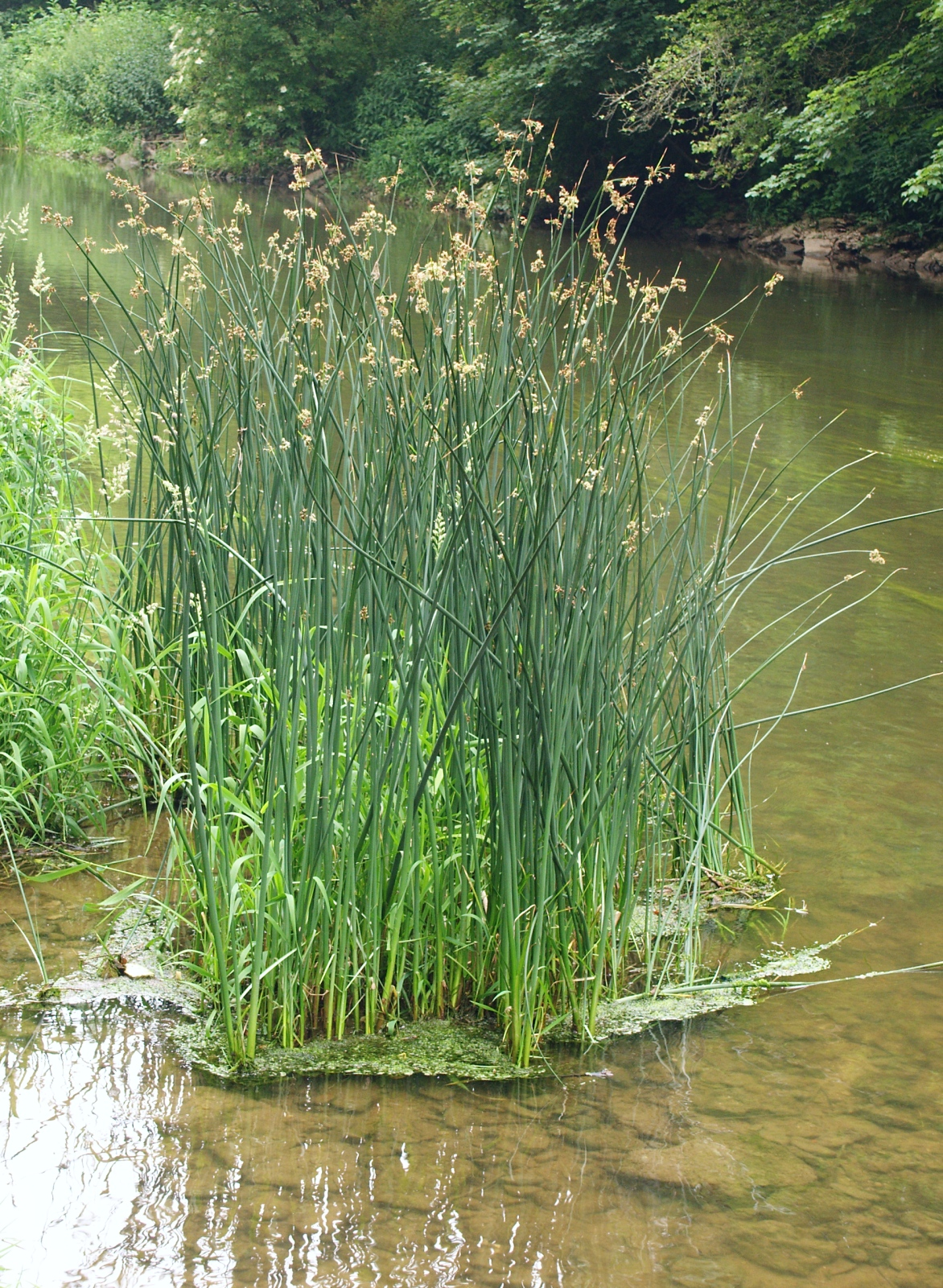

O bunho (Schoenoplectus lacustris) é uma erva vivaz da família das ciperáceas nativa da Europa. Era anteriormente classificado com Scirpus lacustris. Possui espiguetas ovóides e frutos aquênicos.
É comum em áreas húmidas e alagadiças, como riachos, lagoas, pântanos e pauis do norte e centro de Portugal. Cresce em densos maciços, cobrindo largas áreas sobre as águas. Os caules são utilizados no fabrico de móveis e esteiras.
O nome bunho aparece com frequência associado à toponímia de locais, por exemplo Bunhal, Vale de Bunho.

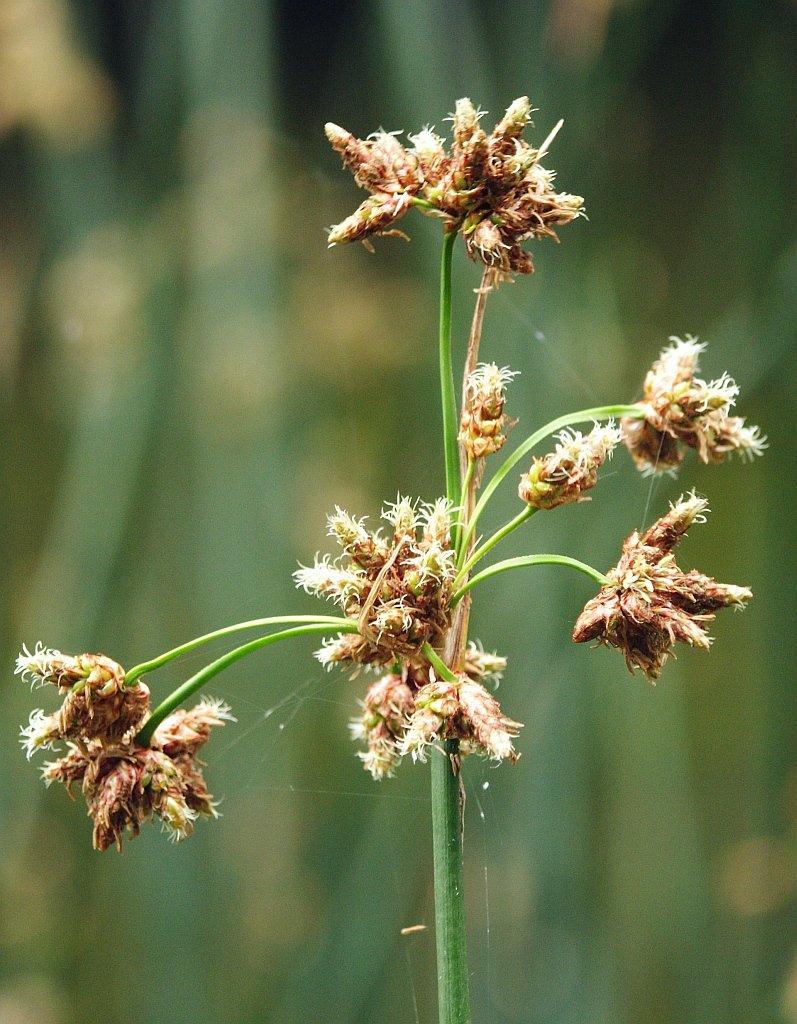